# Pachylepyrium funariophilum
Pachylepyrium funariophilum är en svampart som först beskrevs av Meinhard (Michael) Moser, och fick sitt nu gällande namn av Rolf Singer 1965. Pachylepyrium funariophilum ingår i släktet Pachylepyrium och familjen Strophariaceae.  Artens status i Sverige är: Ej påträffad. Inga underarter finns listade i Catalogue of Life.